# Bruno Jordão
Bruno André Cavaco Jordão (Marinha Grande, 12 oktober 1998) is een Portugees voetballer. Hij verruilde in 2019 SC Braga voor Wolverhampton Wanderers. Jordão is een middenvelder.

## Carrière
Jordão startte zijn seniorencarrière bij União Leiria. Na één seizoen maakte hij de overstap naar SC Braga, dat hem evenwel eerst liet aansluiten bij zijn B-elftal in de Segunda Liga. Nog eens een jaar later leende Braga hem uit aan SS Lazio, waar Jordão in twee seizoenen slechts driemaal in actie zou komen in het eerste elftal. Lazio kocht hem in de zomer van 2019 definitief over van Braga, maar verkocht hem in augustus alweer aan Wolverhampton Wanderers FC.
Bij Wolverhampton, een club met een sterke Portugese connectie, mocht Jordão in zijn debuutseizoen slechts vier keer meespelen in het eerste elftal: na twee optredens in de League Cup mocht hij in de Europa League kort invallen tegen RCD Espanyol in de terugwedstrijd van de 1/16e finale, en op de slotspeeldag van de Premier League kreeg hij een korte invalbeurt tegen Chelsea FC. In september 2020 leende Wolverhampton hem voor een seizoen uit aan de Portugese eersteklasser FC Famalicão.
1 Sá ·
2 Doherty ·
3 Aït-Nouri ·
4 Bueno ·
6 Traoré ·
6 André ·
8 J. Gomes ·
9 Strand Larsen ·
11 Hwang ·
12 Cunha ·
14 Mosquera ·
15 Dawson ·
18 Kalajdžić ·
19 R. Gomes ·
20 Doyle ·
21 Sarabia ·
22 Semedo ·
24 T. Gomes ·
25 Bentley ·
27 Bellegarde ·
29 Guedes ·
30 González ·
31 Johnstone ·
33 Meupiyou ·
34 Djiga ·
37 Lima ·
39 Cundle ·
40 King ·
Coach: Pereira